# Un amour sans fin
Pour les articles homonymes, voir Endless Love.
Pour plus de détails, voir Fiche technique et Distribution.
Un amour sans fin ou Un amour infini au Québec (Endless Love) est un film dramatico-romantique américain coécrit et réalisé par Shana Feste et sorti en 2014. Il s'agit d'un remake remastérisé de Un amour infini de Franco Zeffirelli.

## Synopsis
Un amour sans fin est l’histoire d’un  coup de foudre entre une fille de la haute société, Jade Butterfield (Gabriella Wilde), et un garçon qui a son seul charme pour atout, David Elliot (Alex Pettyfer). Une histoire d’amour passionnée, attisée par la véhémence avec laquelle Hugh, le père de Jade (Bruce Greenwood), tente de les séparer.

## Fiche technique
- Titre original : Endless Love
- Titre français : Un amour sans fin
- Titre québécois : Un amour infini
- Réalisation : Shana Feste
- Scénario : Shana Feste et Joshua Safran
- Direction artistique : Angela Stauffer
- Direction de la photographie : Andrew Dunn
- Direction du casting : Justine Baddeley
- Décors : Clay A. Griffith, Wayne Shepherd et Shannon Chadwick
- Costumes : Stacey Battat
- Montage : Maryann Brandon
- Musique : Christophe Beck
- Photographie / Machiniste : Andrew Dunn
- Son :
- Production : Pamela Abdy, Stephanie Savage, Josh Schwartz et Scott Stuber
- Sociétés de production : Bluegrass Films, Fake Empire et Universal Pictures
- Sociétés de distribution :  Universal Pictures
- Pays d’origine :  États-Unis
- Budget :
- Langue : Anglais
- Durée : 103 minutes
- Format :
- Genre : Drame d'amour
- Dates de sortie
- Philippines : 12 février 2014
- États-Unis : 14 février 2014

## Distribution
- Alex Pettyfer (VFB : Sébastien Hébrant ; VQ : Nicolas Charbonneaux-Collombet) : David Elliot
- Gabriella Wilde (VFB : Audrey D'Hulstère ; VQ : Catherine Brunet) : Jade Butterfield
- Bruce Greenwood (VFB : Franck Dacquin ; VQ : Marc Bellier) : Hugh Butterfield
- Joely Richardson (VFB : Colette Sodoyez ; VQ : Valérie Gagné) : Anne Butterfield
- Robert Patrick (VFB : Lionel Bourguet ; VQ : Sylvain Hétu) : Harry Elliot
- Rhys Wakefield (VFB : Maxime Donnay ; VQ : Xavier Dolan) : Keith Butterfield
- Patrick Johnson : Chris Butterfield
- Anna Enger (VFB : Claire Tefnin) : Sabine
- Dayo Okeniyi (VFB : Nicolas Matthys ; VQ : Hugolin Chevrette) : Mace
- Emma Rigby (VFB : Mélanie Dermont ; VQ : Kim Jalabert) : Jenny

Source et légende : Version québécoise (V.Q.) sur Doublage QC.